# Donald Steiner
Donald Frederick Steiner (15 juillet 1930 - 11 novembre 2014) est un biochimiste américain et professeur à l'Université de Chicago.

## Jeunesse
Donald F. Steiner est né en 1930 à Lima, Ohio. Il obtient son baccalauréat en chimie et zoologie de l'Université de Cincinnati en 1952. Il obtient sa maîtrise en biochimie et son doctorat en médecine de l'Université de Chicago en 1956. Il termine ensuite sa formation médicale et de recherche - avec un stage au King County Hospital et une résidence / recherche postdoctorale à l'Université de Washington - avant de retourner à l'Université de Chicago comme membre du corps professoral en 1960.

## Carrière
Steiner est promu professeur titulaire en 1968 et devient directeur du Département de biochimie en 1973. De 1985 à 2006, Steiner est chercheur principal au Howard Hughes Medical Institute.
En 1972, Steiner est élu à l'Académie américaine des arts et des sciences. L'année suivante, il est élu à l'Académie nationale des sciences.
Donald F. Steiner est connu pour son travail dans la recherche sur le diabète, le traitement des protéines et la biologie hormonale. En 1967, il publie sa découverte de la proinsuline, précurseur de l'hormone active insuline,. Lui et ses collègues découvrent certaines des enzymes qui convertissent la proinsuline en insuline et conçoivent également des méthodes pour mesurer l'insuline et ses précurseurs dans le sérum humain.
En 1970, il reçoit le prix Ernst Oppenheimer pour l'Endocrine Society. En 1971, il reçoit le Prix Gairdner, en 1976, la médaille Banting pour ses réalisations scientifiques de l'American Diabetes Association. En 1984/5, il reçoit le prix Wolf de médecine pour "ses découvertes concernant la biosynthèse et le traitement de l'insuline qui ont de profondes implications pour la biologie fondamentale et la médecine clinique",. En 2004, il est élu à la Société américaine de philosophie.